# Dárfúr
Dárfúr, eredetileg Dár fúr (arabul: دار فور, jelentése a „fúr nép otthona” ) egy régió Szudán nyugati részén, amely a Közép-afrikai Köztársasággal, Líbiával, Csáddal és Dél-Szudánnal határos. 2003 óta a területen nemzetközi hátterű konfliktus zajlik.

## Földrajz
Dárfúr kb. 493 180 km² területű. Ez körülbelül akkora, mint Egyiptom fele, illetve kicsit kisebb, mint Franciaország. Ezt egy nagyrészt száraz fennsík és a Marra hegység teszi ki, amely 3000 m magasra nyúlik.
Három szudáni szövetségi államot foglal magába. Ezek: 
- Garb Dárfúr (Nyugat-Dárfúr), központja al-Dzsunajna;
- Dzsanúb Dárfúr (Dél-Dárfúr), központja Njála;
- Samál Dárfúr (Észak-Dárfúr), központja al-Fásir.

## Gazdaság
A gazdaság főleg mezőgazdaságon alapul, gyümölcsöt, dohányt és gabonát termesztenek.

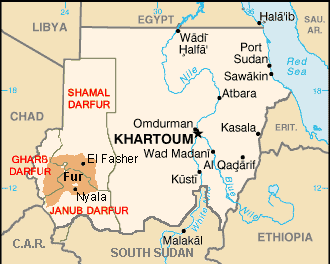
A fúr nép elhelyezkedése Dárfúrban

## Demográfia
Dárfúr népessége a 2010-es évek végén több mint 10 millió főre tehető. 

### Nyelvek
- arab
- beigo
- daju
- erenga
- fongoro
- fulbe
- fúr
- kujarge
- masalit
- sinyar
- tama
- zaghawa

## Háború

A dárfúri függetlenségi mozgalom zászlója

Szudán függetlenségének elnyerése után rögvest komoly problémákkal nézett szembe. Dárfúrban már az 1960-as években szerveződtek különböző csoportok, amelyeknek céljai között volt a Szudántól való elszakadás.
Dárfúr 2003-ban egy véres felkelés színhelyévé vált, amelyben az arabok uralta szudáni kormányzat áll szemben két afrikai felkelő csoporttal, a Szudáni Felszabadító Hadsereggel (Sudan Liberation Army, SLA) és az Igazságosságért és Egyenlőségért Mozgalommal (Justice and Equality Movement, Jem), akik megvádolták a kormányzatot, hogy előnyben részesítik az arabokat az afrikaiakkal szemben.
A felkelésre a hatalom bombázásokkal és szárazföldi alakulatok, a dzsandzsavík (fegyveres, arabul beszélő fekete-afrikai lovasok) bevetésével válaszolt. A dzsandzsavíkat az emberi jogok súlyos megsértésével vádolják, amibe éppúgy beletartoznak a tömeggyilkosságok, mint Dárfúr nem arabok lakta népességének kifosztása és a nők megerőszakolása. 2004 tavaszán több ezer ember vesztette életét, és százezrek kényszerültek elhagyni az otthonukat a környéket sújtó humanitárius katasztrófa miatt. Azonban a dzsandzsavík továbbra is fosztogattak, és ekkor már a Csádban felállított menekülttáborokat is megtámadták.
2004. április 8-án a szemben álló felek fegyverszünetet kötöttek. Rajtuk kívül a megállapodást Csád és a nemzetközi közösség képviselői is szignálták. A fegyverszünet április 11-én lépett életbe, és mindkét oldalról többször megszegték. Dárfúrban a mai napig harcok zajlanak. A halottak számát 400 000 főre becsülik, és több, mint 2 millió ember menekülni kényszerült.
2010 végére a helyzet gyakorlatilag tarthatatlanná vált, mert Dél-Szudánban a tartomány vezetői úgy döntöttek, népszavazást indítanak arról, hogy maradjon Szudán része az országrész, vagy váljon ki. A népszavazás egyértelmű eredménye révén Dél-Szudán ki is vált Szudántól és függetlenségét lassan elismerik a világ országai is. Mivel az ország olajkitermelésének jelentős része itt zajlik, ez mélyíti a konfliktust. Dárfúr nyilván kap az alkalmon és ő is kimondja a függetlenséget (Dárfúr területén régen létezett önálló állam, az ún. Dárfúri Szultánság), de míg a jobbára keresztény lakosságú Dél-Szudán megkapja a nemzetközi elismeréseket, Dárfúr várhatóan nem, mivel a területén a fekete muzulmánoknak számos csoportja vall radikális iszlamista nézeteket. A helyzetet bonyolítja, hogy Abyei tartomány, amely mindhárom másik országrésszel határos, az onnan származó jelentős kőolajkészletek révén éppúgy újabb konfliktusokkal fenyeget. Bár vannak szószólói a Szudánhoz, vagy Dél-Szudánhoz való tartozásnak, de éppúgy rengetegen támogatnák az elég kicsi terület kiválását. A jelentős abyei kőolajkészletek miatt Dárfúr, Dél-Szudán és Szudán is pályázhatnak akár az Abyei feletti uralomért.